# Stazione di Orotelli
La stazione di Orotelli è una fermata ferroviaria al servizio del comune di Orotelli, posta lungo la ferrovia Macomer-Nuoro.

## Storia
Lo scalo nacque come stazione nell'ultima parte dell'Ottocento, periodo in cui il territorio di Orotelli fu interessato alla costruzione del tracciato della ferrovia a scartamento ridotto che avrebbe collegato Nuoro a Macomer.
L'apertura dell'impianto è datata 25 gennaio 1889, data di attivazione del tronco tra la stazione di Tirso e lo scalo orotellese, da cui i treni iniziarono a viaggiare verso est a partire dal successivo 6 febbraio, data di attivazione del tronco che dalla stazione giungeva a Nuoro completando così l'intera ferrovia.

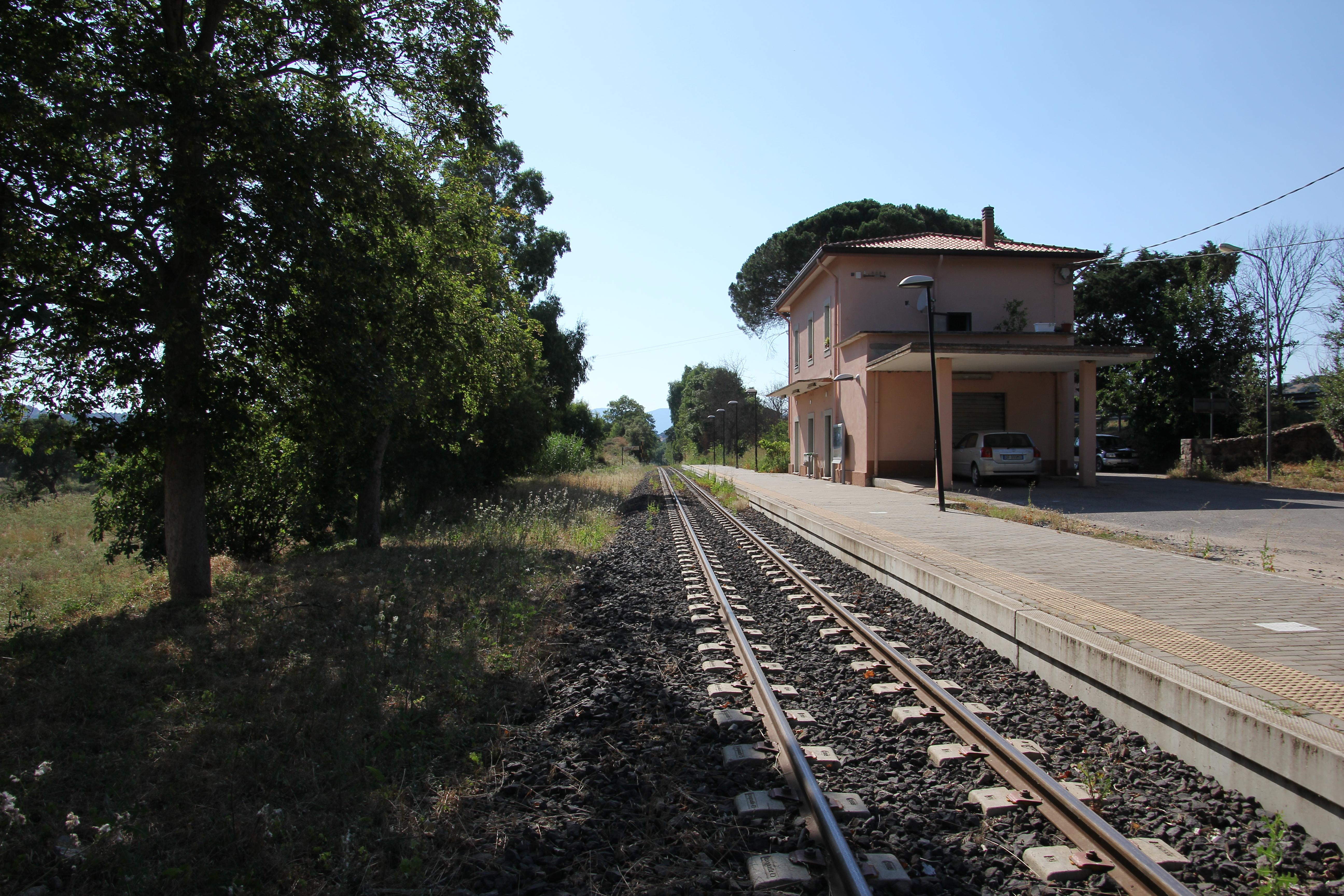
L'unico binario dello scalo dopo la trasformazione in fermata del 2012

La stazione passò in seguito alla gestione delle Ferrovie Complementari della Sardegna nel 1921 e da queste alle Ferrovie della Sardegna nel 1989 e all'ARST nel 2010. In quello stesso anno l'intera linea fu chiusa per lavori di ammodernamento di tracciato e scali che riguardarono anche la stazione di Orotelli: alla riapertura nel 2012 tuttavia lo scalo riprese l'attività in veste di fermata, stante la rimozione di due dei tre binari di cui l'impianto era originariamente dotato.

## Strutture e impianti
L'impianto di Orotelli si trova a circa tre chilometri a nord-est di questo centro barbaricino e dal 2012 presenta una configurazione di fermata passante, essendo dotata del solo binario di corsa a scartamento da 950 mm, dotato di una banchina. Per la realizzazione di quest'ultima sono stati rimossi due binari precedentemente presenti nello scalo: sino al 2010 infatti l'impianto aveva caratteristiche di stazione, avendo in posa un binario di incrocio e con la presenza di un tronchino terminante dinanzi al dismesso scalo merci dell'impianto, quest'ultimo composto anche da un piano caricatore e da un magazzino merci.

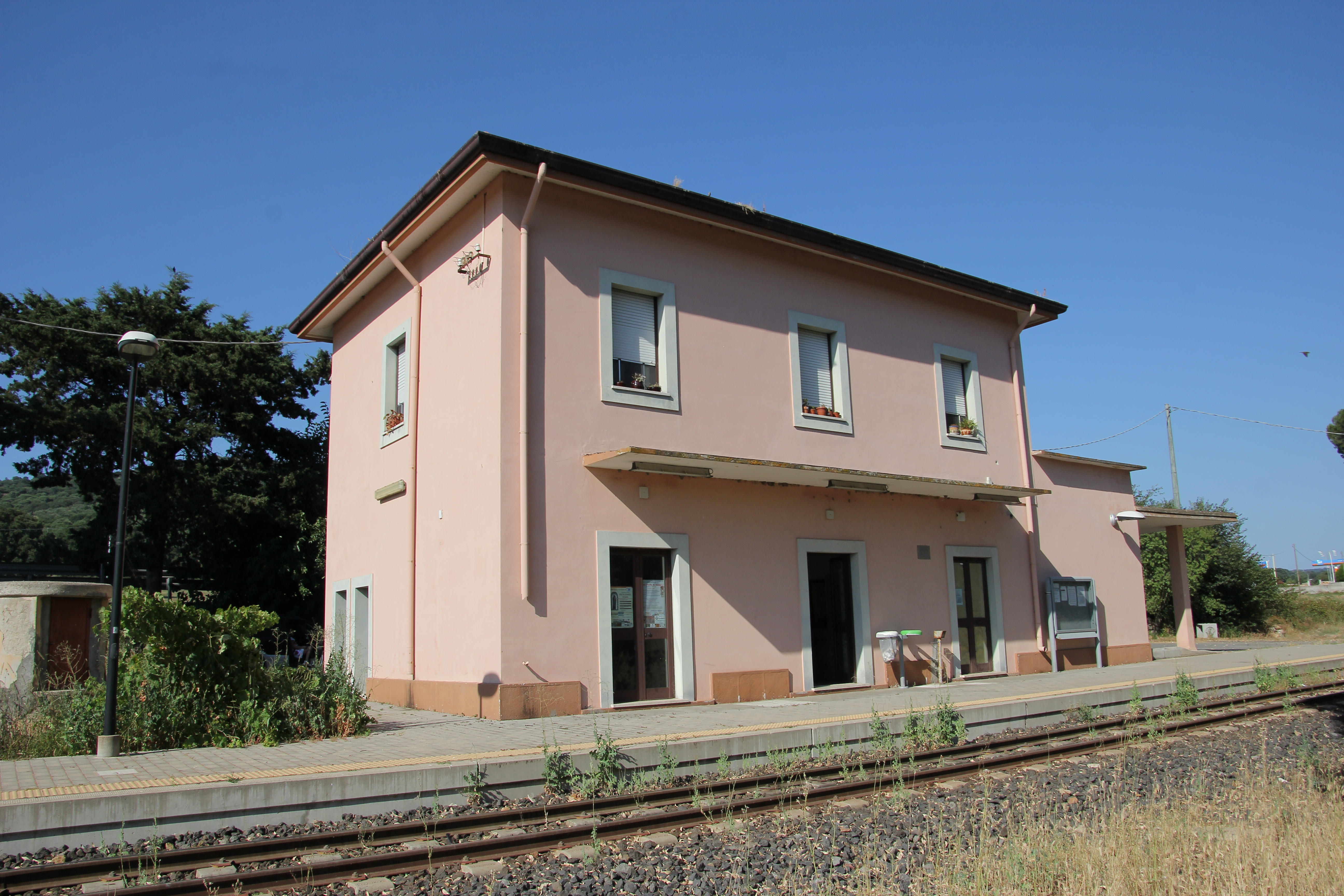
Il fabbricato viaggiatori

Adiacente al magazzino merci è situato il fabbricato viaggiatori della fermata, una costruzione a due piani a pianta rettangolare e tre accessi sul lato binari, anch'esso ristrutturato negli anni dieci.

## Movimento
La fermata è servita dai treni dell'ARST operativi lungo la Macomer-Nuoro: i due capolinea sono anche i centri maggiori raggiungibili dalle relazioni interessanti lo scalo. Le relazioni vengono espletate nei giorni feriali, mentre nelle domeniche e nei festivi non vengono effettuati treni, in luogo dei quali vengono svolte alcune autocorse sostitutive.

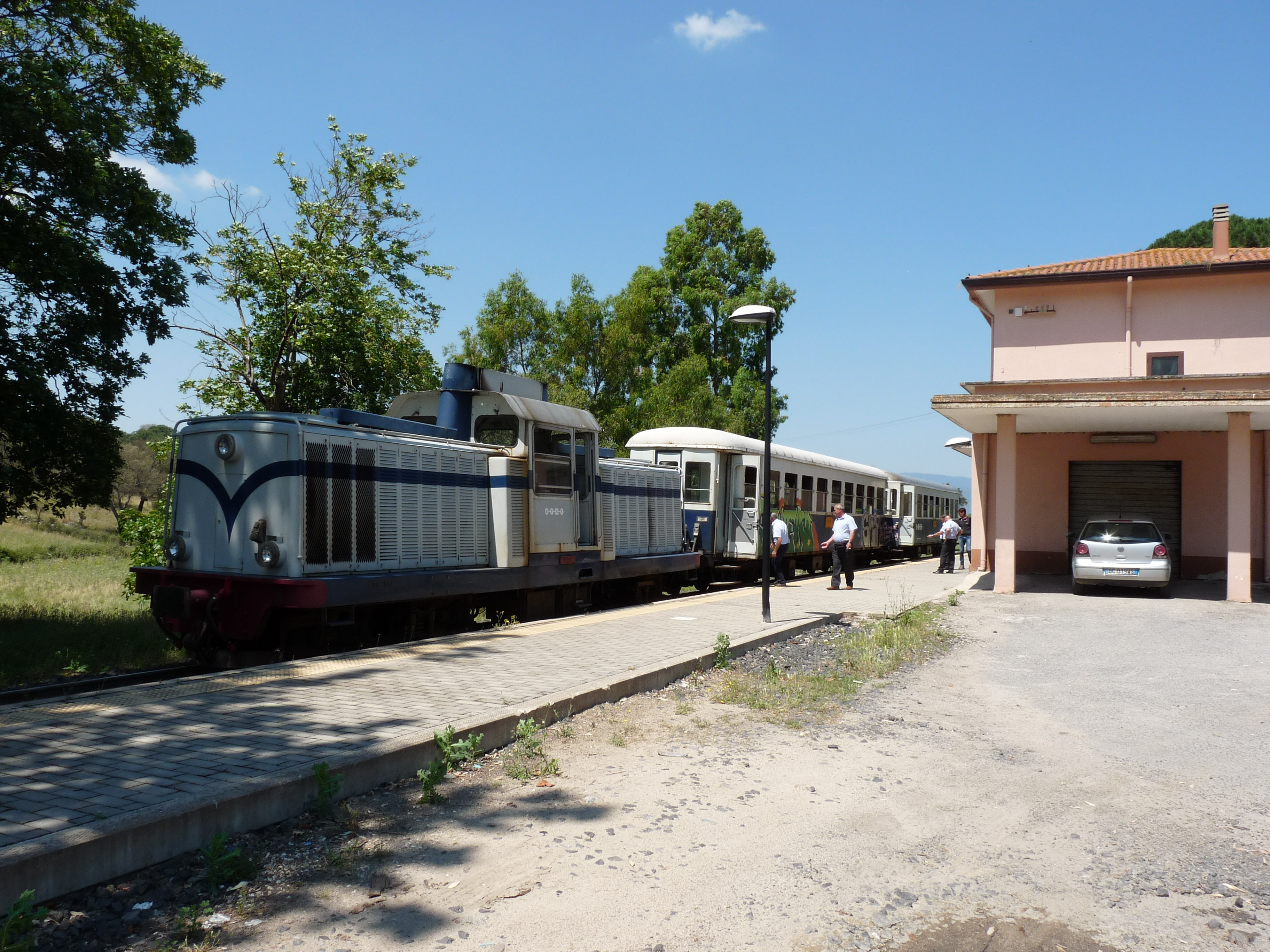
Treno ARST con in testa una locomotiva LDe in sosta nella fermata

## Servizi
Nel fabbricato viaggiatori della fermata è presente una sala d'attesa.
- Sala d'attesa

## Interscambi
L'area di parcheggio dello scalo ospita una fermata delle autolinee dell'ARST, che effettuano il collegamento con Orotelli e col territorio circostante.
- Fermata autobus